# Polygordius antarcticus
Polygordius antarcticus är en ringmaskart som beskrevs av Rota och Carchini 1999. Polygordius antarcticus ingår i släktet Polygordius och familjen Polygordiidae. Inga underarter finns listade i Catalogue of Life.